# Teurthéville-Bocage
Teurthéville-Bocage ist eine französische Gemeinde mit 594 Einwohnern (Stand: 1. Januar 2022) im Département Manche in der Region Normandie. Die Gemeinde gehört zum Arrondissement Cherbourg und zum Kanton Val-de-Saire. Die Einwohner werden Teurthévillais genannt.

## Geographie
Teurthéville-Bocage liegt etwa 16 Kilometer ostsüdöstlich von Cherbourg-Octeville im Nordosten der Halbinsel Cotentin in der Landschaft Val de Saire nahe der Seinebucht. Umgeben wird Teurthéville-Bocage von den Nachbargemeinden Brillevast im Norden und Nordwesten, Le Vast im Norden und Nordosten, La Pernelle im Nordosten, Quettehou im Osten, Videcosville im Südosten, Montaigu-la-Brisette im Süden und Südwesten sowie Gonneville-Le Theil im Westen und Nordwesten.

## Geschichte
1818 wurde die bis dahin eigenständige Kommune Sainte-Croix-Bocage eingemeindet.
| Bevölkerungsentwicklung    | Bevölkerungsentwicklung | Bevölkerungsentwicklung | Bevölkerungsentwicklung | Bevölkerungsentwicklung | Bevölkerungsentwicklung | Bevölkerungsentwicklung | Bevölkerungsentwicklung | Bevölkerungsentwicklung |
| -------------------------- | ----------------------- | ----------------------- | ----------------------- | ----------------------- | ----------------------- | ----------------------- | ----------------------- | ----------------------- |
| Jahr                       | 1962                    | 1968                    | 1975                    | 1982                    | 1990                    | 1999                    | 2006                    | 2018                    |
| Einwohner                  | 665                     | 622                     | 534                     | 503                     | 523                     | 535                     | 582                     | 590                     |
| Quellen: Cassini und INSEE |                         |                         |                         |                         |                         |                         |                         |                         |

## Sehenswürdigkeiten
- Kirche Sainte-Trinité
- Priorei Barnavast

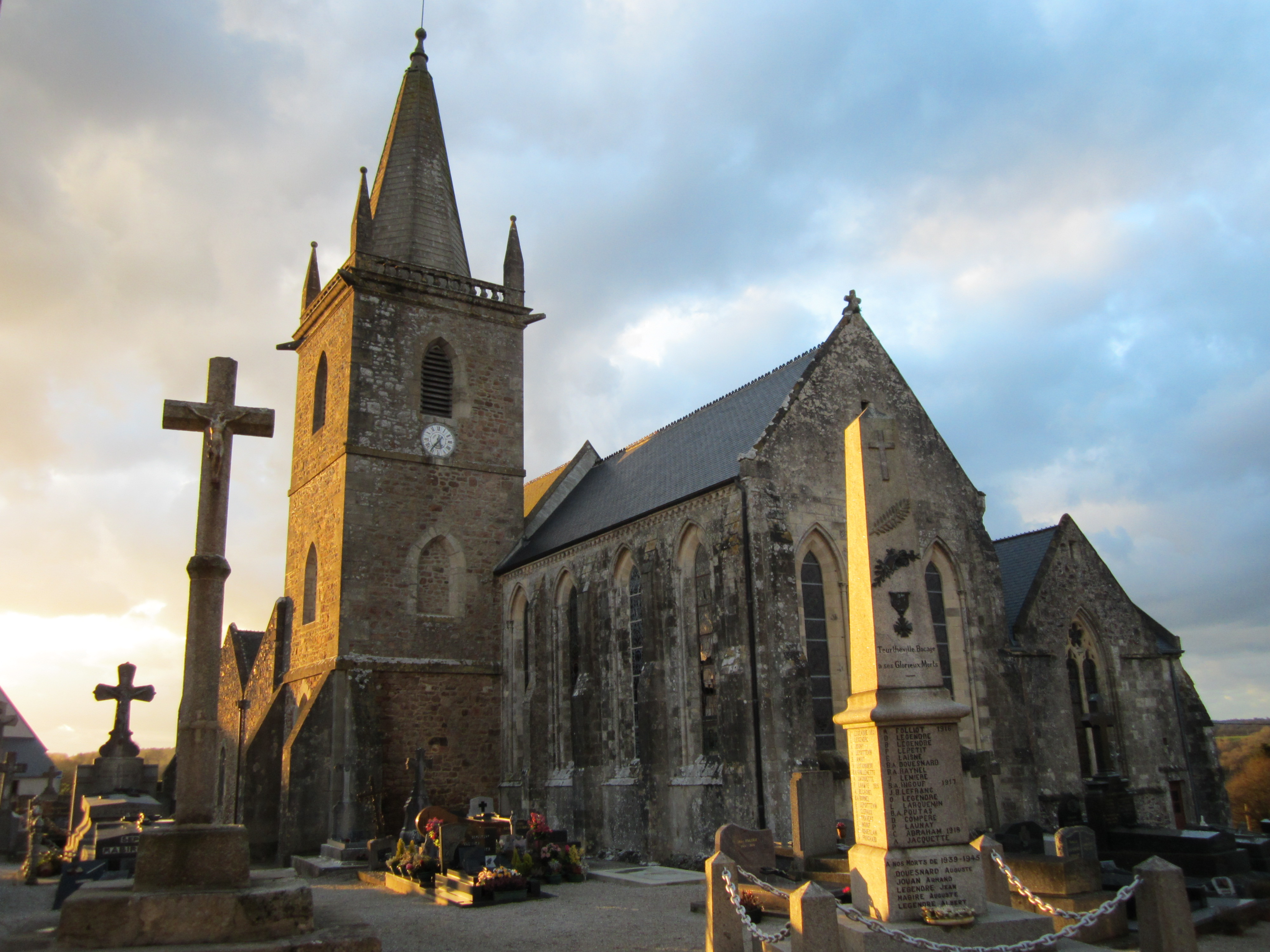
Kirche Sainte-Trinité

- Priorei La Salle, gegründet 1214 in Sainte-Croix-Bocage
- Schloss La Préfontainerie aus dem 19. Jahrhundert